# Muhàmmad ibn Abi-Hudhayfa
Abu-l-Qàssim Muhàmmad ibn Abi-Hudhayfa ibn Utba ibn Rabia ibn Abd-Xams —àrab: أبو القاسم محمد بن أبي حذيفة بن عتبة بن ربيعة, Abū l-Qāsim Muḥammad b. Abī Ḥuḏayfa b. ʿUtba b. Rabīʿa— fou un company del Profeta i governador d'Egipte (656-657). Va néixer a Abissínia, on els seus pares havien emigrat. El seu pare va morir en la batalla d'Aqraba el 633 contra Musàylima, i el jove Muhàmmad fou criat per Uthman ibn Affan.
Enviat a Egipte, va participar en la batalla dels Pals el 655. Per raons desconegudes es va declarar contrari al seu «padri», el califa Uthman ibn Affan, i amb un grup de partidaris va marxar contra Uqba ibn Àmir al-Juhaní que havia estat nomenat governador en lloc d'Abd-Al·lah ibn Sad, que ja havia marxat a Medina a informar el califa del seu govern i sens dubte per informar de l'hostilitat d'alguns notables a Egipte en contra del califa. Uqba fou expulsat d'al-Fustat i Muhàmmad va agafar el govern per a si mateix (655/656) i en endavant va incitar a la revolta remarcant els greuges dels musulmans contra el califa.
Uthman va enviar a Egipte Sad ibn Abi-Waqqàs, però Muhàmmad i els seus el van obligar a retornar a l'Hijaz i també van rebutjar el retorn d'Abd-Al·lah ibn Sad. Muhàmmad hauria estat el que va enviar a Medina un contingent de 600 homes contra Uthman, tot i que personalment no va participar en el seu assassinat, ja que va romandre a Egipte. Assassinat el califa (17 de juny de 656), els partidaris del difunt van començar a planejar la revenja. Les forces reunides al Said van derrotar el governador de manera greu a Kharibta (febrer del 657), però Muhàmmad fou confirmat en el govern per Alí ibn Abi-Tàlib, el nou califa.
Muàwiya ibn Abi-Sufyan, el governador de Síria, va intentar entrar a Egipte, però li fou barrat el pas per Muhàmmad, però aviat va fer un acord amb el sirià per acabar la lluita. Va deixar el govern en mans de Qays al-Hakam ibn al-Sad ibn Ibada al-Ansarí i es va entregar com a ostatge a Muàwiya, que el va fer empresonar. Muhàmmad i els altres ostatges es van poder escapar però, perseguits pel governador de Filistin, van ser atrapats i van morir tots el maig/juny del 657.